# Liste der Bischöfe von Huddersfield
Der Bischof von Huddersfield ist ein Bischofstitel, der seit 2014 von einem der Suffraganbischöfe der Diözese Leeds der Church of England geführt wird. Diese wurde erst 2013 auf Beschluss der Generalsynode der Church of England neu errichtet und besteht seit dem 20. April 2014. Sie besteht aus den ehemaligen Bistümern Bradford, Ripon and Leeds und Wakefield in West Yorkshire und den Yorkshire Dales. 

## Liste der Bischöfe
| Bischöfe von Dunwich | Bischöfe von Dunwich | Bischöfe von Dunwich | Bischöfe von Dunwich               |
| Von                  | Bis                  | Inhaber              | Anmerkungen                        |
| -------------------- | -------------------- | -------------------- | ---------------------------------- |
| 2014                 | 2022                 | Jonathan Gibbs       | Anschließend Bischof von Rochester |
| 2023                 |                      | Smitha Prasadam      |                                    |